# Архиепархия Алеппо (сиро-католическая)
Архиепархия Алеппо (лат. Archieparchia Aleppensis Syrorum) — архиепархия Сирийской католической церкви с центром в городе Алеппо, Сирия. Архиепархия распространяет свою юрисдикцию на весь город Алеппо. Кафедральным собором архиепархии Алеппо является церковь Успения Пресвятой Девы Марии. На территории архиепархии в настоящее время действуют 3 прихода.

## История
Первая сиро-яковитская община появилась в Алеппо в VI веке. Эта община имела своих епископов, известен её первый епископ под именем Пётр, который упоминается в 508 году в документе антиохийского патриарха-монофизита Севира Антиохийского. Впервые о сирийских католиках, проживающих в Алеппо, упоминает в своём послании от 1596 года титулярный епископ Сидона Леонард Абель. В 1649 году сиро-яковитский епископ Алеппо Константин незадолго до своей смерти присоединился к Католической церкви в присутствии иезуита Гийома Годе (Guillaume Godet). Один из его преемников Абдул-Хан Ахиджян перешёл в католичество благодаря деятельности кармелитов и в 1659 году стал первым сиро-католическим епископом Алеппои в 1662 году — первым сиро-католическим патриархом под именем Игнатий Андрей I.
В период с 1802—1812, 1828—1851, 1874—1892 года Алеппо был резиденцией сиро-католических патриархов и архиепархия Алеппо была его собственной епархией.

## Статистика
На территории архиепархии в настоящее время действуют 3 прихода. Согласно ватиканскому справочнику Annuario Pontificio от 2013 года численность архиепархии составляет 10 тысяч прихожан. В 2012 году в архиепархии служило восемь епархиальных священника, три дьякона и три монахини.

## Архиепископы
Согласно древней традиции с XVI века епископы, назначаемые на кафедру Алеппо, берут себе первое имя «Дионисий».
- архиепископ Дионисий Андрей Ахиджян (28.01.1659 — 24.07.1677), выбран патриархом;
- архиепископ Дионисий Амин Кан Рискалла (4.04.1678 — 18.11.1701);
- архиепископ Дионисий Хукралла Санийе;
- архиепископ Дионисий Бичара Джазарги (? — 1759);
- архиепископ Дионисий Михаил Джарве (19.07.1780 — 1780), выбран патриархом;
  - Sede patriarcale (1802—1812);
- архиепископ Дионисий Михаил Дарер (1812—1816);
- архиепископ Дионисий Михаил Хардайя (1817 — 6.01.1827);
  - Sede patriarcale (1828—1851);
- архиепископ Дионисий Иосиф Хайек (18.04.1854 — 1862);
- архиепископ Дионисий Гивардис Челбот (25.05.1862 — 21.12.1874), выбран патриархом;
  - Sede patriarcale (1874—1892);
- архиепископ Дионисий Ефрем Рахмани (10.05.1894 — 28.11.1898), выбран патриархом;
  - Sede vacante (1898—1903);
- архиепископ Дионисий Ефрем Наккаче (5.04.1903 — 1919);
- архиепископ Абдул-Ахад Давуд Таппуни (24.02.1921 — 15.07.1929), выбран патриархом;
- архиепископ Дионисий Хабиб Наассани (5.03.1932 — 29.04.1949);
- архиепископ Дионисий Пётр Хиндие (5.08.1949 — 5.03.1959);
- архиепископ Антун Хайек (27.08.1959 — 10.03.1968), выбран патриархом;
- архиепископ Дионисий Филипп Бейлун (19.08.1968 — 22.12.1990);
- архиепископ Дионисий Рабула Антон Бейлуни (1.06.1991 — 15.09.2000);
- архиепископ Дионисий Антон Чахда (с 13 сентября 2001 года по настоящее время).